# Евдокимов, Яков Алексеевич
Я́ков Алексе́евич Евдоки́мов (19 октября 1915, Верхоценье, Тамбовский уезд, Тамбовская губерния, Российская империя — 1 сентября 1980, Волгоград, РСФСР, СССР) — советский партийный и государственный деятель. Первый заместитель Председателя Совета Министров Марийской АССР (1959—1961), секретарь Марийского обкома КПСС (1961—1969). Член ВКП(б) с 1942 года. Участник Великой Отечественной войны.

## Биография
Родился 19 октября 1915 года в с. Верхоценье ныне Сампурского района Тамбовской области в семье крестьян. В 1934 году окончил текстильную школу фабрично-заводского обучения (Ивановская область), в 1941 году — Пушкинский сельскохозяйственный институт (Ленинградская область).
В ноябре 1941 года призван в РККА. В 1942 году вступил в ВКП(б). Участник Великой Отечественной войны: окончил военно-политическое училище, политработник стрелковых частей на западных фронтах, от старшего лейтенанта дослужился до майора. Трижды ранен. В 1944 году награждён орденом Красной Звезды.
С 1945 года был старшим агрономом совхозов в Тамбовской области. В 1948 году переехал в Сталинградскую область: старший агроном, директор зерносовхоза, в 1952—1956 годах — 1-й секретарь Добринского райкома КПСС, в 1957—1959 годах — заведующий сельскохозяйственным отделом Добринского райкома партии. В 1959 году направлен в Йошкар-Олу: 1-й заместитель Председателя Совета Министров Марийской АССР, в 1961—1969 годах — секретарь Марийского обкома КПСС. В 1972 году уехал в Волгоград.
В 1959-1971 годах был депутатом Верховного Совета Марийской АССР 3 созывов.
Награждён орденом «Знак Почёта» (трижды) и медалями. 
Ушёл из жизни 1 сентября 1980 года в Волгограде. 

## Награды
- Орден «Знак Почёта» (1958, дважды; 1965)[1]
- Орден Красной Звезды (17.05.1944)[4]
- Медаль «За победу над Германией в Великой Отечественной войне 1941—1945 гг.» (09.05.1945)[5]
- Серебряная медаль ВДНХ (1966)[1]
- Юбилейная медаль «За доблестный труд. В ознаменование 100-летия со дня рождения Владимира Ильича Ленина»